# HD30353
HD30353 є хімічно пекулярною зорею спектрального класу
A й має видиму зоряну величину в смузі V приблизно  7,7.